# حادثة فيلق الدفاع الوطني

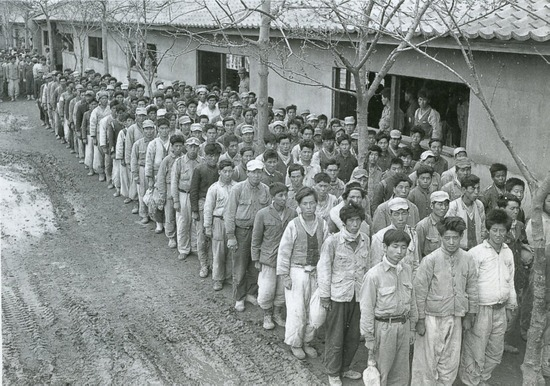

حادثة فيلق الدفاع الوطني هي موكب جنائزي وقعت في شتاء عام 1951 أثناء الحرب الكورية.
في 11 ديسمبر 1950، أصدرت كوريا الجنوبية قانونًا لإنشاء فيلق الدفاع الوطني. جُنّد فيه مواطنون من كوريا الجنوبية تتراوح أعمارهم بين 17 و40 عامًا، باستثناء العسكريين ومسؤولي الشرطة والحكومة. واعتمدت حكومة ري سنغ مان ضبّاطًا من الرابطة الكورية الكبرى للبالغين الشباب، التي كانت مجموعة مؤيدة لراي سنغ مان في الفيلق.
نشر على الفور 000 406 مواطن مجنّد في 49 وحدة تدريب، ثم أُمر جنود فيلق الدفاع الوطني بالسير جنوبًا في شبه الجزيرة الكورية تحت الهجوم الصيني. اختلس قائد فيلق الدفاع الوطني كيم يونغون (كيم يون- كون) صهر وزير الدفاع شين سونغ مو، الأموال المخصصة لشراء المواد الغذائية للفيلق. فمات وفرّ نحو 300 ألف مجنّد خلال «الموكب الجنائزي» الذي استمر لثلاثة أسابيع ولمسافة 300 ميل. في يونيو 1951 أعلنت لجنة التحقيق عن النتائج التي توصلت إليها، وأفادت أن حوالي 50.000  إلى 90.000 جندي تضوروا جوعًا حتى الموت أو ماتوا بسبب المرض في المسيرة وفي معسكرات التدريب.
في 30 أبريل 1951، اتخذت الجمعية الوطنية لكوريا الجنوبية قرارًا يقضي بحل فيلق الدفاع الوطني. وأظهر التحقيق الذي أجرته أن القادة اختلسوا مليار وون، وأن عشرات الملايين اختلست لصالح الصندوق السياسي للرئيس راي سنغ مان.
وفي مايو 1951، استقال نائب الرئيس يي سي يونغ. وفي يونيو أُبلغ عن اختلاس خمسة بلايين وون من أموال فيلق الدفاع الوطني. في 12 أغسطس 1951، أُعدم خمسة قواد عسكريين باعتبارهم المسؤولين عن الحادث.